# Alsop en le Dale
Pour les articles homonymes, voir Alsop.
Alsop en le Dale est un village du Derbyshire, en Angleterre.